# Anthurium acebeyae
Anthurium acebeyae är en kallaväxtart som beskrevs av Thomas Bernard Croat. Anthurium acebeyae ingår i släktet Anthurium och familjen kallaväxter. Inga underarter finns listade.